# Matupá
Matupá là một đô thị thuộc bang Mato Grosso, Brasil. Đô thị này có diện tích 5151,85 km², dân số năm 2007 là 12928 người, mật độ 2,51 người/km².